# 巴翁
巴翁（法語：Baon）是法国勃艮第大区约讷省的一个市镇，属于阿瓦隆区和托讷鲁瓦县。该市镇2009年时的人口为75人。

## 人口
巴翁人口变化图示
| 数据来源：INSEE |